# 飛岳 (大分県)
飛岳（とびだけ）は、大分県由布市にある山である。標高925m。

## 概説
由布院盆地を取り囲む山のひとつで、由布岳の西側に位置する。
地質的には、火山岩を主体としており、一部に火砕岩が認められる。このうち火山岩は、灰白色の角閃石デイサイト、及び、青灰色から赤紫色の角閃石安山岩であり、斜長石、普通角閃石、黒雲母、紫蘇輝石の斑晶を含んでいる。
山頂には、湯布院デジタルテレビ中継局が置かれている。また、コミュニティFMのゆふいんラヂオ局は親局の送信所を設置している。
NEXCO西日本管内の高速道路及び大分自動車道における標高が最も高い地点は、飛岳付近の標高734mの地点である。